# ICTV Ukraine
«ICTV Ukraine» (англ. International Commercial TeleVision Ukraine — «Міжнародна комерційна телерадіокомпанія») — колишній україномовний канал, міжнародна версія каналу «ICTV», орієнтований на представників українських діаспор і громадян України, які перебувають поза територією країни. Позиціонується як канал для сімейного перегляду. Входив до медіаконгломерату «Starlight Media».

## Історія
Директорка телеканалу «ICTV» Анастасія Штейнгауз прокоментувала створення каналу:
|  | На прохання Президента про підтримку інформаційної безпеки в країні, ми вирішили від групи «Starlight Media» створити міжнародний канал «ICTV Ukraine». Інформаційне мовлення каналу буде від «ICTV», а розважальний контент — від «СТБ» і «Нового каналу». За назвою каналу відразу буде зрозуміло, що мовлення ведеться з території України. Мовлення буде здійснюватися з відкритого супутника, в першу чергу на території України і певних країн Європи. І надалі ми будемо працювати над розширенням мовлення. |

Ліцензію отримала юридична особа каналу «ICTV» — ТОВ «Міжнародна комерційна телерадіокомпанія».
16 березня 2020 року телеканал розпочав повноцінне супутникове мовлення із супутників «Astra 4A» й «Amos 3».
Через російське вторгнення в Україну з 24 лютого до 17 грудня 2022 року телеканал цілодобово транслював інформаційний марафон «Єдині новини». В етері відсутня реклама.
15 грудня 2022 року Національна рада України з питань телебачення і радіомовлення переоформила ліцензію «ICTV Ukraine», змінивши назву на «ICTV2». Програмна сітка тепер складається із серіалів, шоу та фільмів. Ребрендинг відбувся 17 грудня.

## Наповнення етеру

### Програми
- Факти
- Факти тижня
- Вікна-новини
- Ранок у великому місті
- Надзвичайні новини
- Секретний фронт
- Громадянська оборона
- Антизомбі
- Теорія змови
- Більше, ніж правда
- Дизель Шоу
- Вар'яти-шоу
- Заробітчани
- Не дай себе обдурити
- Особливості національної роботи
- #Язняв
- Стоп 10
- Багач-бідняк
- Ревізор
- Таємний агент
- Дешево і сердито
- Аферисти в сітях
- Рішає Оністрат
- Хто хоче стати мільйонером?
- Діти проти зірок
- Шалена зірка

### Телесеріали
- Пес
- Відділ 44
- Прокурори
- Ніконов і Ко
- Копи на роботі
- Марк+Наталка
- Нюхач
- Дільничний з ДВРЗ
- Закляті друзі
- Папаньки
- На трьох
- Юрчишини
- Вижити за будь-яку ціну
- Джованні
- Розтин покаже
- Код Костянтина
- Перші ластівки
- Коли ми вдома
- Будиночок на щастя
- Здамо будиночок біля моря

### Міні-серіали
- Брюс
- Танк
- Конвой
- Обдури себе
- Доброволець
- Правило бою
- Загадка для Анни
- В полоні у перевертня
- Ми більше ніж я
- Козаки. Абсолютно брехлива історія